# Búrrio
Búrrio (Burrium) foi um castro legionário na província romana da Britânia Superior ou na província de Britânia. Seus restos hoje encontram-se sob a cidade de Usk em Monmouthshire, sudeste do País de Gales.
Os romanos fundaram o castro de 48 acres (19 ha) por volta de 55, provavelmente para a XX Legião Valeriana Vitoriosa (20.ª Legião) e talvez uma ala adicional de quinhentos cavaleiros. Defesas de terra e madeira cercavam vários quartéis legionários. O forte foi a chave para a conquista dos siluros, uma tribo muito resistente à imposição do domínio romano no País de Gales romano, mas em 66, a legião foi transferida para Virocônio dos Cornóvios (em Wroxeter) e sua base no País de Gales foi amplamente abandonada. Foi brevemente substituído por um depósito de ferragens. O vicus circundante parece não ter se desenvolvido em uma pequena cidade, embora possa ter tido uma mansio oficial.